# Colton Dixon
Colton Michael Dixon ou simplesmente Colton Dixon (Murfreesboro, Tennessee
, 9 de outubro de 1991) é um cantor e compositor americano de rock cristão. Fez sucesso ao participar da 11ª temporada do reality show American Idol, onde ficou em sétimo lugar.

## Biografia
Michael Colton Dixon nasceu em 19 de outubro de 1991 e seus pais se chamam Michael e Teresa Dixon. Ele nasceu e foi criado em uma família de classe média em Murfreesboro, Tennessee, junto com a irmã mais nova, Schyler. Seu pai dirige um negócio em família de pinturas de rosto. Eles tem um cão maltês chamado Maggie, um cachorro chamado Ozzy e um gato chamado Chloe. Foi um membro do coro durante todo o colegial e ele se formou na Escola Cristã de Middle Tennessee em 2010.
Colton é um cristão devoto e sempre cantou em cultos de adoração, incluindo os da igreja de Saddleback. Ele e Schyler foram parte de uma banda de rock cristão chamado Messenger. Ele se vê indo para a música cristã e vai lançar um álbum com a EMI, em fevereiro de 2013. Chris Daughtry e Hayley Williams são seus artistas preferidos. Outras influências musicais incluem Paramore, 30 Seconds to Mars, Lifehouse, Evanescence, Switchfoot, Skillet e The Fray.

## Carreira
Colton Dixon fez o teste na décima temporada, junto com sua irmã Schyler, nas audições em Nashville. No entanto, nenhum deles foi parar no Top 24. Logo após isto, Dixon fez uma aparição no programa The Ellen DeGeneres Show em 3 de março de 2011.
Ele retornou na décima primeira temporada, no entanto, ele não planejou fazer o teste inicialmente, indo apenas acompanhar sua irmã até a audição. Os juízes insistiram para que Colton fizesse o teste. Ele cantou a música "Permanent" do cantor David Cook. Tanto ele quanto sua irmã Schyler receberam os bilhetes dourados, porém, Schyler foi cortada mais uma vez durante a rodada de Las Vegas, o que levou Colton às lágrimas.
Em sua performance no julgamento final, Dixon cantou a música "Fix You", da banda Coldplay e a dedicou a sua irmã, Schyler. Em 23 de fevereiro de 2012, Dixon foi para o Top 25 da décima primeira temporada. Nas semifinais, ele cantou "Decode" da banda Paramore. Ele foi um dos cinco melhores votados masculinos e avançou para o Top 13.
A cantora Lauren Alaina, da décima temporada, nomeou Dixon e Jessica Sanchez como seus dois favoritos para vencer a competição. A sua eliminação em 19 de abril de 2012 foi considerada uma grande surpresa, porque ele nunca tinha estado entre os três menos votados. Após o show, o juiz Steven Tyler disse que ele estava "completamente chocado" com a eliminação de Colton.

## American Idol
| Episódio                     | Tema                                     | Música                                                                                      | Intérprete Original           | Apresentação | Resultado |
| ---------------------------- | ---------------------------------------- | ------------------------------------------------------------------------------------------- | ----------------------------- | ------------ | --------- |
| Audição                      | Escolha Pessoal                          | "Permanent"                                                                                 | David Cook                    | N/A          | Avançou   |
| Rodada de Hollywood, Parte 1 | Primeiro Solo                            | "Only Hope"                                                                                 | Switchfoot                    | N/A          | Avançou   |
| Rodada de Hollywood, Parte 2 | Performance em Grupo                     | Não foi ao ar                                                                               | Não foi ao ar                 | N/A          | Avançou   |
| Rodada de Hollywood, Parte 3 | Segundo Solo                             | "What About Now"                                                                            | Daughtry                      | N/A          | Avançou   |
| Rodada de Las Vegas          | Músicas dos anos 50 Performance em Grupo | "Dedicated to the One I Love"                                                               | The "5" Royales               | N/A          | Avançou   |
| Julgamento Final             | Último Solo                              | "Fix You"                                                                                   | Coldplay                      | N/A          | Avançou   |
| Top 25 (13 Homens)           | Escolha Pessoal                          | "Decode"                                                                                    | Paramore                      | 4            | Avançou   |
| Top 13                       | Stevie Wonder                            | "Lately"                                                                                    | Stevie Wonder                 | 5            | Salvo     |
| Top 11                       | Ano que Nasceram                         | "Broken Heart"                                                                              | White Lion                    | 7            | Salvo     |
| Top 10                       | Billy Joel                               | "Piano Man"                                                                                 | Billy Joel                    | 10           | Salvo     |
| Top 9                        | Seus Idolos Pessoais                     | Solo "Everything"                                                                           | Lifehouse                     | 1            | Salvo     |
| Top 9                        | Seus Idolos Pessoais                     | Trio "Landslide" / "Edge of Seventeen" / "Don't Stop" with Phillip Phillips & Elise Testone | Fleetwood Mac / Stevie Nicks  | 3            | Salvo     |
| Top 8                        | Músicas dos Anos 80                      | Duet "Islands in the Stream" with Skylar Laine                                              | Kenny Rogers & Dolly Parton   | 3            | Salvo     |
| Top 8                        | Músicas dos Anos 80                      | Solo "Time After Time"                                                                      | Cyndi Lauper                  | 7            | Salvo     |
| Top 7                        | Músicas de 2010                          | Solo "Love the Way You Lie"                                                                 | Skylar Grey                   | 2            | Salvo     |
| Top 7                        | Músicas de 2010                          | Duet "Don't You Wanna Stay" with Skylar Laine                                               | Jason Aldean & Kelly Clarkson | 6            | Salvo     |
| Top 71                       | Músicas de Antes e Depois                | "Bad Romance"                                                                               | Lady Gaga                     | 2            | Eliminado |
| Top 71                       | Músicas de Antes e Depois                | "September"                                                                                 | Earth, Wind & Fire            | 9            | Eliminado |

- ↑Note 1  Due to the judges using their one save on Jessica Sanchez, the Top 7 remained intact for another week.

## Pós-Idol
Depois de sua eliminação, Dixon apareceu em vários shows. Ele fez uma versão da música "Everything" da banda Lifehouse no Live! with Kelly em 23 de abril de 2012 e também uma aparição no The Today Show em 24 de abril de 2012. Ele voltou ao The Ellen DeGeneres Show para cantar a música "Piano Man" do cantor Billy Joel em 26 de abril de 2012. Dixon e sua colega do American Idol, Elise Testone realizaram uma performance no The Tonight Show with Jay Leno em 27 de abril de 2012. Ele estreou uma canção original chamada "Never Gone" na America Idol's Live Tour 2012, sendo o único participante a cantar uma música original. 
Assinou um contrato com a Sparrow Records/EMI e prevê o lançamento de seu álbum para fevereiro de 2013. O cantor confirmou seu primeiro single intitulado "You Are" para impactar as rádios do Estados Unidos em 19 de outubro. Ele lançou a canção original "Never Gone" no dia 25 de setembro de 2012 no iTunes e em menos de uma semana, já ficou em primeiro lugar das músicas cristãs mais baixadas, vendendo mais de 22,000 na semana de seu lançamento. O single liderou dois charts da Billboard, incluindo Christian Digital Songs.
Ao final da turnê do show American Idol, Colton saiu para uma "radio tour" com seu amigo e músico Jared Martin, para divulgar sua nova música "You Are" nas rádios de diversos estados americanos, como a KFMK Spirit. 
O cantor saiu na capa da revista "20 Most Beautiful People in Murfreesboro" de sua cidade natal.
Colton declarou que lançaria seu segundo álbum ainda em 2014. A música "More of You", primeiro single do album, foi lançada no iTunes no dia 24 de junho de 2014. Ele também revelou que seu segundo album seria intitulado "Anchor" e que estaria previsto para sair nos EUA no dia 19 de agosto de 2014.
Em 24 de março de 2017, Colton lança seu terceiro álbum intitulado "Identity" tendo uma versão Deluxe em plataformas digitais e  formato físico.

## Discografia

### Álbum
- A Messenger (2013)
- Anchor (2014)
- Identity (2017)

### Singles
- "You Are" (2012)
- "Love Has Come For Me" (2013)
- "More Of You" (2014)
- "All The Matters" (2017)
- "Miracles" (2020)

### Singles Promocionais
- "Never Gone" (2012)
- "Our Time is Now" (2014)